# Juraj Slávik
Juraj Slávik, pseudonymem Neresnický, (28. ledna 1890 Dobrá Niva u Zvolenu – 30. května 1969 Washington, D.C., USA) byl slovenský právník a československý politik, poslanec Revolučního národního shromáždění, ministr československých vlád a velvyslanec. Závěr života strávil v americkém exilu.

## Životopis
Absolvoval právnická studia v Budapešti a dalších zahraničních univerzitách a začal se angažovat v mládežnickém hnutí.
Před rokem 1918 byl členem Muzeální slovenské společnosti.
Po vzniku samostatného Československa se stal členem vedení agrární strany na Slovensku. Po bolševickém vpádu na Slovensko roku 1919 byl jmenován vládním komisařem pro východní Slovensko a v letech 1922–1928 byl županem vee Zvolenské župě a Košické župě. Stal se poslancem Revolučního národního shromáždění Republiky československé. za slovenský klub (slovenští poslanci se dosud nedělili podle stranických frakcí)
Neúspěšně kandidoval v parlamentních volbách v roce 1920 a to za tehdejší Slovenskou národní a rolnickou stranu (SNaRS). Po sloučení SNaRS s českými agrárníky vznikla Republikánská strana zemědělského a malorolnického lidu, v níž se dále angažoval.
Zastával i vládní funkce. V druhé vládě Jana Černého byl roku 1926 ministrem zemědělství a ministrem unifikací, v druhé vládě Františka Udržala v období let 1929–1932 ministrem vnitra.
Zastával protikomunistické postoje, což se projevilo např. tvrdými policejními zákroky proti komunistickým demonstracím. Stal se místopředsedou Československé obce sokolské a předsedou Aeroklubu. Počátkem roku 1936 byl krátce předsedou Klubu československých turistů, když na tomto postu vystřídal dr. Emanuela Hrubého. V letech 1936–1939 byl jmenován velvyslancem Československa ve Varšavě. Místo něj se předsedou turistů stal na dalších 10 let dr. Pavel Pávek.
Profiloval se jako stoupenec Československa a po vypuknutí války se zapojil do činnosti exilu. Jako jeden ze tří významných velvyslanců Československa slovenského původu odmítl uznat platnost okupace Čech a Moravy a mimo jiné na jeho postoji československý exil založil teorii právní kontinuity existence ČSR. Jeho švagrem byl Ľudovít Ruhman (uváděn i jako Ľudovít Rumann) – ředitel Slovenského domu v Praze, který během války působil jako spojka mezi exilem, odbojem i oficiálními místy Slovenského státu.
V letech druhé světové války žil Slávik v exilu. Byl členem jak pařížského Národního výboru, po pádu Paříže členem obou exilových vlád v Londýně.
Po skončení války v letech 1945–1948 byl jmenován československým vyslancem v USA (Washington). Po únorových událostech roku 1948 se rozhodl v zahraničí zůstat. Byl spoluzakladatelem exilové Rady svobodného Československa..O svém životě napsal knižně vydané vzpomínky v roce 1955 (Moja pamäť – živá kniha) a byl také autorem několika politologických prací.
Syn z prvního manželství s Karolou Štefanovičovou Dušan Slávik (1922–1992) se stal právníkem a poválečným politikem, po roce 1948 byl politicky pronásledovaný a vězněný. Dalšími potomky byla dcera Tatjana Sláviková-Urbanová (1919-2006), z druhého manželství s Margitou Ruhmanovou-Slávikovou pak Juraj Ludevit Jan Slavik (1929-2022).